# Eriocottis maraschensis
Eriocottis maraschensis är en fjärilsart som beskrevs av Hans Rebel 1936. Eriocottis maraschensis ingår i släktet Eriocottis och familjen Eriocottidae. Inga underarter finns listade i Catalogue of Life.